# Richard James (Bildungswissenschaftler)
Richard James (* 9. März 1956) ist ein australischer Bildungswissenschaftler und Hochschullehrer. Ende der 1970er Jahre war er auch als Sprinter erfolgreich.

## Leben und Wirken
Richard James legte am Melbourne State College das Diploma of Education ab und erlangte an der University of Melbourne den Bachelor of Science, den Master of Education und den Doctor of Education. 
Er hat an der University of Melbourne einen Lehrstuhl für Höhere Bildung und ist Pro-Vice-Chancellor (Academic) der Universität. Seit 2006 ist er Direktor des Centre for the Study of Higher Education an der University of Melbourne und seit 2008 Fellow des Australian Council for Educational Administration.
In seiner sportlichen Karriere war er beim Leichtathletik-Weltcup 1979 in Montreal Sechster über 100 m und kam mit der Ozeanien-Mannschaft auf den siebten Platz in der 4-mal-100-Meter-Staffel. 1980 wurde er australischer Meister über 100 m.
Seit 2014 ist er Mitglied des Melbourne University Sport Boards.

## Sportliche Erfolge
(Persönliche Bestzeiten)
- 100 Yards: 9,3 s, 20. Dezember 1979, Melbourne
- 100 m: 10,48 s, 23. März 1980, Sydney (handgestoppt: 10,2 s, 10. November 1973, Melbourne)
- 200 m: 20,6 s, 30. Dezember 1979, Sydney

## Schriften
- mit Craig McInnis, Alison Morris: The Masters degree by coursework. Growth, diversity and quality assurance. Australian Government Public Service, Canberra 1995, ISBN 0-644-35684-7.
- mit Kate Beattie: Expanding options. Delivery technologies and postgraduate coursework. Australian Government Public Service, Canberra 1996, ISBN 0-644-45885-2.
- mit Gabrielle Baldwin: Tutoring and demonstrating. A guide for the University of Melbourne. Centre for the Study of Higher Education, Melbourne 1997, ISBN 0-7325-1067-8.
- mit Gabrielle Baldwin: Eleven practices of effective postgraduate supervisors. Centre for the Study of Higher Education, Parkville 1999, ISBN 0-7340-1622-0.
- Rural and isolated school students and their higher education choices. A re-examination of student location, socioeconomic background, and educational advantage and disadvantage. National Board of Employment, Education and Training, Higher Education Council, Canberra 1999, ISBN 0-642-23871-5.
- mit Gabrielle Baldwin, Craig McInnis: Which university? The factors influencing the choices of prospective undergraduates. Departement of Education, Training and Youth Affairs, Canberra 1999, ISBN 0-642-23914-2.
- The last boys of the Tanner Ball. Book Stop, Grantham um 1999, ISBN 0-94820427-3.
- mit Craig McInnis, Robyn Hartley: Trends in the first year experience. In Australian universities. Departement of Education, Training and Youth Affairs, Canberra 2000, ISBN 0-642-44864-7.
- (Hrsg.): Cornerstones of higher education. Papers presented at the 1999 HERDSA international conference at the University of Melbourne, July 12-15, 1999. HERDSA, Sydney 2000, ISBN 0-908557-46-9.
- TAFE, university or work? The early preferences and choices of students in years 10, 11 and 12. National Centre for Vocational Education Research, Leabrook 2000, ISBN 0-87397-525-1.
- mit Ka-ho Mok (Hrsg.): Globalization and Higher Education in East Asia. Marshall Cavendish Academic, Singapore 2005, ISBN 981210-402-X.
- mit Katrina Alford: Pathways and barriers. Indigenous schooling and vocational education and training participation in the Goulburn Valley region. National Centre for Vocational Education Research, Adelaide 2007, ISBN 978-1-921170737.
- mit Simon Marginson (Hrsg.): Education, science and public policy. Ideas for an education revolution. Melbourne University Press, Carlton 2008, ISBN 978-0-522-85608-8.